# 동신군
동신군(東新郡)은 조선민주주의인민공화국 자강도 남동부에 위치하는 군이다.

## 지리
북쪽으로 룡림군·전천군, 북서쪽으로 송원군, 남동쪽으로 평안남도 대흥군·녕원군, 남서쪽으로 희천시와 접한다.
군의 서쪽에는 청천강의 계곡이 놓여있다. 남쪽으로는 묘향산맥, 북쪽과 동쪽으로는 적유령산맥의 높은 산들이 우뚝 솟아 있다. 군의 대부분은 산지이고 최고봉은 웅어수산(2,020m)이다.

## 역사
- 해방 전에는 평안북도 희천군의 신풍면, 동창면, 장동면, 동면 등에 속했다.
- 1949년 1월 - 자강도에 속하게 되었다.
- 1952년 12월 - 희천군의 신풍면, 동창면, 장동면과 동면의 일부를 합병해 동신군(동신읍, 14개 리)을 신설했다.

## 산업
농업과 벌목은 이 지역의 주요 산업이다. 전체 면적의 13%가 경작가능하고 나머지 87%의 대부분이 산림이다. 주요 작물은 옥수수이다.

## 행정 구역
1읍 14리로 구성된다.
- 동신읍 (東新邑)
- 경흥리 (京興里)
- 원흥리 (元興里)
- 룡평리 (龍坪里)
- 생리 (生里)
- 동흥리 (東興里)
- 백산리 (白山里)
- 석포리 (石浦里)
- 약수리 (藥水里)
- 서양리 (西陽里)
- 온천리 (溫泉里)
- 문화리 (文化里)
- 수전리 (水田里)
- 금석리 (金石里)
- 동창리 (東倉里)

## 같이 보기
- 조선민주주의인민공화국의 지리
- 조선민주주의인민공화국의 행정 구역